# 原葆民
原葆民（1925年—2010年），男，河南温县人，中国农业经济与管理学家，曾任南京农业大学教授、博士生导师。